# 亨奇采 (維拉舒米)
亨奇采（捷克語：Hynčice）是捷克西里西亞南部一個村莊，屬於維拉舒米管轄。離新伊欽約13公里。當地亦是遺傳學家孟德爾的故居，其故居現在已經是紀念館，並專門展示孟德爾生前遺物和介紹孟德爾的事蹟。